# Альберт-стрит (Оттава)
Альберт-стрит, англ. Albert Street (Ottawa Road #42) — улица с односторонним движением в центральной части г. Оттава, Канада. Идёт с востока на запад города. По ней проходят транзитные маршруты Оттавского городского транспорта на запад, а встречные восточные маршруты проходят по параллельной, идущей южнее Слейтер-стрит.

## Маршрут
Начинается на востоке, от Элгин-стрит, где является продолжением моста Маккензи-Кинг: движение с моста идёт по Альберт-стрит, а встречное, на мост — по параллельной Слейтер-стрит. Восточнее перекрёстка Элгин и Альберт-стрит расположены парк Конфедерации и Национальный центр искусств.
Вдоль Альберт-стрит располагаются в основном правительственные небоскрёбы и крупные офисные центры, такие, как «Площадь Конституции», но далее на запад появляется всё больше жилых зданий. На Альберт-стрит находится здание, где до недавнего времени размещалась Оттавская высшая техническая школа (расформирована за недостатком студентов).
У Бронсон-авеню Альберт-стрит поворачивает на юг и спускается с Холма Нянюшки Козы (англ. Nanny Goat Hill). Здесь автобусный транзит отклоняется от Альберт-стрит и у подножия холма переходит на Слейтер-стрит, которая в этом месте становится двусторонней.
До 2006 г. Альберт-стрит заканчивалась сразу же к западу от Бут-стрит, где сливалась с Веллингтон-стрит. Было принято решение изменить направление Веллингтон-стрит, и она стала проходить вдоль Канадского музея войны, в связи с чем Альберт-стрит ныне проходит мимо автобусного транзитного терминала Бейвью, после чего переходит в Скотт-стрит.